# Peter Streck
Peter Streck (Gersfeld, deelstaat Hessen, 23 april 1797 – München, 23 augustus 1864) was een Duits componist, dirigent en arrangeur en voerde een hervorming door  van de militaire muziek in Beieren als opvolger van Armee-Musikdirektor Wilhelm Legrand. 

## Levensloop
Streck kreeg al in jonge jaren lessen voor viool, cello en klarinet. Na het gymnasium studeerde hij vanaf 1813 met een studiebeurs aan het Königlich Bayerisches Musik-Institut van de Julius Maximilians Universiteit Würzburg bij Joseph Fröhlich muziektheorie en voltooide zijn opleiding in het spel van de klarinet, trompet, hoorn, cello en contrabas.
In juli 1818 werd hij lid van het muziekkorps van het Königlich Bayerisches 2. Infanterie-Regiment in Würzburg en werd al spoedig tweede dirigent, naast kapelmeester Johann Krisett. Na het overlijden van Krisett in 1825 werd hij kapelmeester en dirigent van het militaire muziekkorps. Nog in hetzelfde jaar werd het hele regiment naar München verplaatst en begon een succesrijke samenwerking met Armee-Musikdirektor Wilhelm Legrand. Streck deed oefeningen met alle toen nieuw ontwikkelde kleppen- en ventiel-systemen en stelde ze aan Legrand voor. Hij kreeg ook de toestemming zijn muziekkorps boven de voorgeschreven bezetting van 20 muzikanten met verdere muzikanten uit te breiden. Zo had het muziekkorps van het Königlich Bayerisches 2. Infanterie-Regiment een bezetting van 9 klarinetten, 2 flügelhoorns, 4 hoorns, een tenorhoorn, een bariton (eufonium), een Bombardon (bastuba), 4 trompetten, 3 trombones en slagwerk.
De marsen en bijzonder de dansen, die Streck voor militaire muziek componeerde, werden toen door het publiek veel gevraagd en ook zijn superieuren en de Koning Maximiliaan II van Beieren hielden van deze muziek. Hij voerde een hervorming van de militaire muziekkorpsen door en vanaf 1857 kregen alle muziekkorpsen van de Infanterie-regimenten uit Beieren een nieuwe instrumentarium naar de bezetting-voorwaarden van Peter Streck. 
Streck stichtte ook een eigen muziekuitgave, waar hij zijn composities publiceerde; hij was de eerste muziekuitgever, die voor ieder blaasinstrument een eigen partij drukte, wat de muzikanten het afschrijven van hun partij vanuit de partituur bespaarde. 
Zijn ervaring als dirigent en muziekpedagoog legde hij vast in het boek Kurzgefaßte praktische Anleitung zur Militär-Musik, dat hij in 1861 opdroeg aan zijn leraar Joseph Fröhlich. In de zomer 1864 kreeg hij de beroerte tijdens een repetitie voor een concert met werken van Richard Wagner. Aan het gevolg van deze ziekte overleed hij.

## Composities

### Werken voor harmonieorkest
- 1836 Philhellenen-Marsch
- 1850 2 Bavariens festliche Einzugs-Märsche
- Deroy Marsch
- Fränkische Fanfaren, voor harmonieorkest
- Militär-Marsch nach Motiven der neuesten italienischen Opern
- Sechs neue bayerische Armeemärsche
- Sechs neue Militär-Märsche "Die Wittelsbacher"

### Kamermuziek
- Andante, voor koperkwintet, op. 247, Nr. 10

## Publicaties
- Peter Streck: Kurzgefaßte praktische Anleitung zur Militär-Musik, 1861.
- Bernhard Habla: Opern-Bearbeitungen fur Harmoniemusiken und grossere Bläserbesetzungen. Gedrucktes Notenmaterial aus dem zweiten Viertel des 19. Jh., in: Studia Musicologica Academiae Scientiarum Hungaricae, T. 38, Fasc. 1/2 (1997), pp. 53-64
- H. Unverricht: Der Musikmeister Peter Streck, in: Musik in Bayern, Heft 33, 1986, S. 6 ff.
- Franz-Josef Schramm, Otto Holzapfel, Eva Bruckner, E. Schusser: Auf den Spuren von Peter Streck in der Rhön und in Unterfranken. Mit Beiträgen über den Militärmusikmeister Peter Streck (1797-1864), Heft 8. München, 1993.
- R. Münster: König Ludwig II. und die Musik, Rosenheim 1980, S. 66 f.
- Josef Würdinger: Ingolstädter Musikmeister des 19. und 20. Jahrhunderts, in: Materialsammlung zur Geschichte von Ingolstadt, September 2005

- Gemeinsame Normdatei: 118934988
- International Standard Name Identifier: 0000 0000 8378 6985
- Library of Congress Control Number: no2010066339
- Nationale Bibliotheek van Tsjechië: mzk2010588310
- Virtual International Authority File: 45101224
- WorldCat: E39PBJjmPbHrdVcgJMphcDxbh3